# Voortgezette Vorming Officieren Speciale Dienst
De Voortgezette Vorming Officieren van Speciale Dienst (VVOSD) was een interne opleiding binnen de Nederlandse Koninklijke Luchtmacht om Officieren van Speciale Dienst in de rang van kapitein aanvullend te vormen zodat ze de rang van majoor konden bereiken. Officieren van Speciale Dienst (OSD) waren officieren die niet een opleiding aan de KMA hadden gevolgd om officier te worden. Daarnaast waren er nog vak-officieren. Dit waren adjudanten die bovengemiddeld functioneerden die officier werden.
De opleiding werd gegeven op de voormalige vliegbasis Ypenburg (in het oude hoofdgebouw met verkeerstoren). In de opleiding werden onder andere algemeen managementcursussen gegeven.